# Der böse Geist Lumpacivagabundus
Der böse Geist Lumpacivagabundus oder Das liederliche Kleeblatt, in der Druckausgabe Der böse Geist Lumpazivagabundus oder Das liederliche Kleeblatt, ist eine von Johann Nestroy verfasste Zauberposse des Alt-Wiener Volkstheaters. Sie wurde am 11. April 1833 in Wien als Benefizvorstellung für den Dichter uraufgeführt und 1835 gedruckt. Mit den beiden nicht aufgeführten Stücken Genius, Schuster und Marqueur (1832) und Der Feenball (1833) hatte Nestroy bereits das Thema und große Teile des Lumpacivagabundus-Textes vorweggenommen.

## Inhalt
→ Die Inhaltsangabe folgt dem Manuskript aus erster Hand
Die alten Zauberer beklagen sich bei Stellaris, dass Lumpacivagabundus ihre Söhne zur Lumperei verführe. Als Stellaris Fortuna auffordert, den Söhnen das verjuxte Vermögen wieder zu geben, lacht Lumpaci die Glücksfee aus, denn das werde keinen einzigen von ihnen bessern. Hilaris bekennt dies offen und gesteht:
„Nur ein Mittel giebt’s, das mich festhalten wird auf dem Pfad der Tugend, es ist Brillantinens Hand.“ (I. Act, Scena 2)

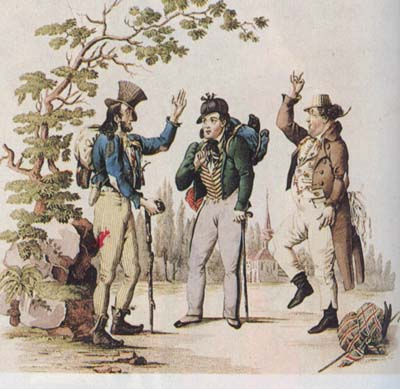
Johann Nestroy (Kneipp/Knieriem), Carl Carl (Leim), Wenzel Scholz (Zwirn); handkolorierter Kupferstich (Wiener Theaterzeitung 1834)

Lumpaci erklärt darauf, da gebe er sich geschlagen, denn Amorosa sei mächtiger als Fortuna. Wütend bestreitet Fortuna Amorosas größere Macht und verweigert die Eheschließung, muss jedoch den Spruch Stellaris' akzeptieren, dass sie dies nicht bedingungslos machen dürfe. Deshalb verlangt sie, dass drei arme lockere Gesellen von ihr glücklich gemacht werden dürfen und sie gebe sich nur geschlagen, wenn zwei davon trotzdem Lumpen bleiben wollen.
Die Auserwählten sind die Handwerksburschen Kneipp, Leim und Zwirn, alle aus unterschiedlichen Gründen zu vazierenden Gesellen geworden: Kneipp wegen seiner Liebe zum Alkohol („Ein Maaß G’mischtes.“), Leim wegen seiner vermeintlich hoffnungslosen Liebe zu Peppi Hobelmann und Zwirn, weil ihm ein lustiges Leben über alles geht.
Fortuna lässt die drei in der Nacht im Wirtshaus jeden die gleiche Lotterienummer 7359 träumen und als sie ihr ganzes restliches Geld zusammenlegen und das Los kaufen, machen sie den Hauptgewinn von 100.000 Talern. Daraufhin trennen sich ihre Wege, Leim will versuchen, in Wien seine Peppi doch noch zu bekommen, Zwirn will in die Welt hinaus und in Zukunft mehr Don Juan als Schneider sein, Kneipp will von einem Weinkeller in den anderen ziehen, weil die Welt ohnehin aufs Jahr durch einen Kometen untergehe. Sie beschließen jedoch, in einem Jahr wiederum zusammenzutreffen.
Leim: „Und heut über’s Jahr, am ersten Herbsttag, an dem Gedächtnißtag unsers Glücks – kommen wir alle drei in Wien zusamm beym Meister Hobelman, dort bin ich entweder glücklich, oder ihr erfahrt, wo ich in meinem Unglück zu finden bin.“ (I. Act, Scena 13)
Bei Hobelmann klärt sich das Missverständnis, das Leim auf Wanderschaft getrieben hat schnell auf und er hält erfolgreich um die Hand von Peppi an. Zwirn ist in Prag in die Hände betrügerischer „Freunde“ gefallen, die ihn weidlich ausnützen. Signora Palpetti will eine ihrer Töchter an ihn verkuppeln, die sich mit allerlei Tricks an Zwirn heranmachen.
Camilla (zu Laura): „Meine wällische Aussprache hat schon manchen irregeführt, bey dir aber wird er sich bald auskennen dass du eine Burkerstorferinn bist.“ (Actus II, 22ste Scene)
Mit einem Ballonflug will Zwirn seine Gäste beeindrucken, zu denen unverhofft auch der stockbetrunkene Kneipp stößt. Durch seine Reden erfahren die anderen die Wahrheit über Zwirns wahre Stellung als Schneidergeselle und er ist blamiert. Der Ballon fliegt mit Kneipp als einzigem Passagier ab. [Die Ballonszene fehlt in der Druckversion]

Nestroy beim Kometenlied (Photographie von 1861)

Am vereinbarten Jahrestag kommen Zwirn und Kneipp, die beide ihr Vermögen durchgebracht haben, in Hobelmanns Haus, wo ihnen der Hausherr einen angeblichen Brief Leims vorliest. Er sei bis auf 100 Taler, die er Hobelmann zur Aufbewahrung gegeben habe, wieder arm und liege krank im Nürnberger Spital. Sofort beschließen seine zwei Freunde, sich nach Nürnberg durchzubetteln und Leim die 100 Taler zu bringen. Gerührt über ihre Freundschaft kommt Leim dazu und verspricht den beiden, er werde immer für sie sorgen. Doch als erster will Kneipp gar nicht solide versorgt sein, sondern wie immer seinen Schnaps im Wirtshaus trinken („Im Wirthshaus muss man seyn, das ist der Genuß, da ist dann das schlechteste Gesäuf ein Hogu.“). Und eine Änderung seines Lebens lohne sich nicht mehr, es komme ja ohnehin der weltzerstörende Komet; hier singt Kneipp das Kometenlied.
Zwirn will ebenfalls wieder weg, er halte das solide Leben sicher nicht aus, auch Leim kann ihn nicht umstimmen. Vergeblich versucht dieser, wenigstens Kneipp zu bekehren, doch der flüchtet durchs Fenster. Die beiden Lumpen treffen in einem Gasthaus zusammen und beschließen, wieder auf Tour zu gehen. Die Szene verwandelt sich, Stellaris fordert Fortuna auf, ihre Niederlage einzugestehen, diese erklärt sich von Amorosa besiegt und führt Brillantina und Hilaris zusammen. Stellaris lässt die Erdenbewohner ins Feenreich bringen, wo Leim und Peppi als glückliches Paar erscheinen, der Feenkönig sich über die beiden Unverbesserlichen aber im Zweifel ist.
Amorosa: „Ich will mich ihrer annehmen. Doch denen muss die wahre Liebe in ganz anderer Gestalt erscheinen.“ (III. Act, 18te Scene)
Kneipp und Zwirn erscheinen kniend auf der Bühne und werden von ihren zukünftigen Gattinnen mit der Rute bedroht.
[In der Druckversion folgt stattdessen ein Blick in die Zukunft, in der auch Zwirn und Knieriem ein häuslich-glückliches Leben führen]

## Werksgeschichte
Für Direktor Carl Carls sogenanntes „Carneval-Theater“ in seinem Theater an der Wien schrieb Johann Nestroy das Stück Der Feenball, das explizit als Faschingsposse angekündigt war und dessen erster und letzter Akt im Fasching spielt und dessen zweiter Akt in Venedig, der Hochburg des italienischen Karnevals, angesiedelt ist. Dieses Werk sollte das Programm des Carneval-Theaters beschließen. Da aber schon Der Zauberer Februar Johann Baptist Freys (mit Couplettexten Nestroys) verspätet auf die Bühne kam, ging es sich für den Feenball zeitlich nicht mehr aus und Nestroy präsentierte ihn – teilweise umgearbeitet – unter dem neuen Titel Der böse Geist Lumpacivagabundus.
Als Quelle für den Feenball und somit auch für den Lumpacivagabundus wurden von Nestroy die Erzählung Das große Loos von Carl Weisflog (1770–1828) aus dessen Sammelband Phantasiestücke und Historien verwendet, außerdem das darauf basierende Stück Schneider, Schlosser und Tischler von Josef Alois Gleich (1772–1841), aufgeführt am 30. Juli 1831 im Theater in der Leopoldstadt, und auch Teile seines eigenen, nicht aufgeführten Stückes Genius, Schuster und Marqueur (1832). Anlass für den Feenball war die im Jahre 1832 grassierende Kometenfurcht, ausgelöst durch das Auftauchen des Encke- und des Biela-Kometen, sowie der für 1834/35 zu erwartende Halleysche Komet (siehe auch die Hintergrundinformationen zum berühmten Kometenlied).
Das Werk gibt einen Blick auf die durch schlechte Wirtschaftslage hoffnungslose Situation arbeitsloser Handwerker, die menschenunwürdigen Arbeitsbedingungen des Wirtshauspersonales mit der kaum verhüllten Rolle der Kellnerinnen als Animiermädchen, was zusammen mit der Kometen- und Cholerafurcht dieser Zeit zum Fatalismus und Hoffen auf ein Wunder (Lotteriegewinn) führte. Dies wurde vom zeitgenössischen Publikum durchaus auch als soziale Anklage verstanden.
In der Urfassung des Stückes nimmt die Wette zwischen Fortuna und Lumpacivagabundus noch mehr Raum ein.
Nestroy spielte in der Uraufführung den Kneipp/Knieriem, Wenzel Scholz den Zwirn, Carl Carl den Leim, Friedrich Hopp und dann Ignaz Stahl den Hobelmann und Nestroys Lebensgefährtin Marie Weiler bei der Premiere die Camilla, dann alternierend mit Dem. Elise Zöllner die Laura.
Allein im Zeitraum von April bis Dezember 1833 gab es über sechzig Aufführungen im Theater an der Wien und das Werk blieb auch weiterhin stets im Programm. Im deutschsprachigen Raum, in Graz, Pest, Prag, Stuttgart, Karlsruhe, Preßburg und Berlin wurde bereits 1833 gespielt, in Weimar erlitt das Stück 1835 allerdings einen Durchfall vor dem Publikum des Hoftheaters; in Baden bei Wien 1833 vor der dort weilenden kaiserlichen Familie Franz' I., 1839 vor dem russischen Thronfolger (dem späteren Zaren Alexander II.), 1840 vor dem König von Sachsen Friedrich August II. und 1841 vor den sächsischen Prinzessinnen Amalie (die unter dem Pseudonym Amalie Heiter selbst Theaterstücke verfasste) und Auguste.
Als im Theaterleben Wiens einmaliger Fall wurde das Stück im Juni 1838 gleichzeitig am Theater in der Leopoldstadt und am Theater in der Josefstadt aufgeführt, mit Ensemblemitgliedern dieser beiden Vorstadtbühnen und durchaus gutem Erfolg. Bei Direktor Carls letzter Vorstellung im Theater an der Wien am 30. April 1845 konnte das Publikum Ausschnitte verschiedener Erfolgsstücke sehen, wobei der gekürzte erste Akt des Lumpacivagabundus den Abschluss bildete. Es spielten Nestroy, Scholz und Alois Grois. Auch auf Carls neuer Bühne, dem Theater in der Leopoldstadt, jetzt Carltheater genannt, blieb das Stück ein Publikumsmagnet.
Am 30. April 1860 fand im Münchener Königlichen Hof- und Nationaltheater eine Aufführung statt, bei der die drei Handwerksburschen von den damals berühmten Zwergenschauspielern Jean Piccolo, Jean Petit und Kiss Joszi dargestellt worden waren.
Eine aktuelle Coupletstrophe vom 11. Jänner 1862, gebracht im Treumann-Theater, worin Nestroy die preußischen Generale verspottete, die angeblich Napoleon III. die Hand geküsst hätten, sorgte damals für Proteste in der Berliner Kreuzzeitung. Nestroy musste für dieses Extempore eine Geldstrafe von 15 Gulden bezahlen. Er revanchierte sich bei der nächsten Vorstellung mit einer neuen Strophe des Kometenliedes:

„Bankerottes Österreich nennen uns die Journal in Berlin

Impertinenter noch reden s’ dort im Theater über Wien

Doch hör’n Ein hier a paar Preußen über Preußen was sagn,

Rennen s’ gleich als die Gekränkten und tun Ei’m verklagn.

Da wird Ei’m halt angst und bang

I sag, d’ Welt steht auf kein Fall mehr lang … !“

Bei Nestroys letzter Vorstellung in Wien am 4. März 1862, nur zwei Monate nach dieser Affäre, verabschiedete er sich vom Wiener Publikum mit dem Knieriem, „also in der Rolle, in der er ihnen eine Generation früher zum erstenmal das Wesen seiner neuen Komik geoffenbart hatte.“ (Zitat Otto Rommel)
Das eigenhändige Manuskript Nestroys enthält Titelblatt, Personenverzeichnis, sowie vom II. Akt die Szenen 8–22, vom III. Akt die Szenen 1–11 und 17–19; alle übrigen Szenen sind durch Nestroy überarbeitete Bühnenabschriften von fremder Hand. Eine eigenhändige gekürzte Fassung des I. Aktes ist ebenfalls erhalten geblieben.
Die Partitur Müllers existiert nur in einer Abschrift von fremder Hand, auf der vom Komponisten der Vermerk Eigenthum des Componisten angebracht worden war (Rommel nahm deshalb fälschlich eine Originalpartitur an).

## Zeitgenössische Kritik
Das Publikum reagierte nach anfänglicher Zurückhaltung sehr gut auf das Stück, sodass es Nestroys erster großer Erfolg wurde. Zitate aus dem Werk wurden in Wien zu geflügelten Worten.
Von der Kritik wurde das Stück durchwegs sehr positiv besprochen, zwei davon sind auszugsweise angeführt:
In der Wiener Theaterzeitung Adolf Bäuerles schrieb Heinrich Adami am 13. April 1833 (Nr. 75, S. 303 f.):
„Die Handlung ist interessant und recht lebendig, der Dialog launig, […] die Situationen sind gut angelegt und benützt, ganz vorzüglich sind es aber mehrere der eingelegten Liedertexte, welche dieser Posse noch viele Wiederholungen zusichern dürften.“
Nach einer ersten, ziemlich kurzen und wenig freundlichen Rezension im Wanderer vom 13. April folgte eine Richtigstellung bereits am nächsten Tag (Nr. 104, S. 4.), eine Diskrepanz, die zwischen den zwei Kritikern dieser Zeitschrift mit den Signaturen „2“ und „4“ auch im Herbst 1833 bei der Besprechung des Nestroy-Werkes Robert der Teuxel feststellbar wurde:
„Der Stoff ist eben nicht neu, jedoch von dem Verfasser mit einer Gewandtheit und Laune bearbeitet, die den Vorzug vor allen früheren Bearbeitungen behauptet. Mit besonderem Glück ist der 2. Act behandelt, eben so das Finale desselben Actes, welches stürmisch wiederholt verlangt wurde.“
Besonders lobend erwähnt wurde darin Nestroys „Kometenlied“ und außerdem Scholz sowie die Damen Zöllner und Weiler.
Weitere lobende Rezensionen waren im Sammler, der Wiener Zeitschrift für Kunst, Literatur, Theater und Mode, im Aufmerksamen (Graz) zu lesen.
Der Burgschauspieler Karl Ludwig Costenoble notierte in seinem Tagebuch (herausgegeben Wien 1889 auf S. 154) eine Episode vom 16. April 1833:
„La Roche kam und war sehr empört über die Vorstellung einer Posse, die er im Theater an der Wien gesehen. Das Stück ‚Lumpacivagabundus‘ von Nestroy gefiel seiner erzkomischen wenn auch äquivoken [doppelsinnigen] Einfälle wegen, nicht nur dem Publikum, sondern auch uns Mitgliedern des Burgtheaters. La Roche war der Einzige, der die Nase rümpfte und meinte, so etwas gehöre in die Hanswurstbude. – Diese weimarische, schöngeistige Zimpferlichkeit wird La Roche in Wien bald ablegen.“

## Spätere Interpretationen
Otto Rommel reihte 1908 das Werk noch in der Kategorie jener Besserungs- und Zauberstücke ein, „in welchen Geister leitend und helfend in das Leben der Menschen eingreifen, so dass die Geisterszenen nur einen Rahmen für die Szenen aus dem realen Leben bilden“ (Zitat). Dazu zählte er auch Die Zauberreise in die Ritterzeit, Der Feenball, Müller, Kohlenbrenner und Sesseltrager, Die Gleichheit der Jahre und Die Familien Zwirn, Knieriem und Leim.
Nach Franz H. Mautner war Lumpacivagabundus nicht nur eines der meistgespielten Stücke Nestroys, sondern auch nach Meinung seiner Zeitgenossen dank des neuen Realismus der Beginn von Nestroys „echten“ Volksstücken, dazu bestimmt, die alten Possen zu verdrängen.
Helmut Ahrens stellte 1982 bereits fest, das Werk sei vorerst der gängigen Formel des Besserungsstückes nachentworfen worden, jedoch der in Gleichs Vorlage noch ziemlich verborgen bleibende Pessimismus über die Unwandelbarkeit des menschlichen Charakters trete bei Nestroy bereits schärfer hervor. Deshalb nannte Ahrens den Lumpacivagabundus ein Zauberspiel, das nicht ver-, sondern entzaubert. Die Parabel zeige den Aufstieg und Niedergang der drei Handwerksburschen, der Machtlosigkeit zufälligen Glücks gegen schicksalhaft vorbestimmte Lebensabläufe. Das später dazugedichtete unglaubwürdige „glückliche“ Ende (in der Manuskriptfassung noch nicht vorhanden) sei lediglich dem Publikum zuliebe aufgepfropft worden. Allerdings hat Nestroy diesen Ausgang in seinem Stück Die Familien Zwirn, Knieriem und Leim ohnehin wieder in Frage gestellt.
Siegfried Diehl merkte an:

„[...] das Neue, die realistische Zeichnung des Milieus, die satirische Schilderung trostloser Verhältnisse, die mit einem Mal die Unzulänglichkeit der bewährten Lustigmacher Hanswurst, Kasperl und Thaddädl ablöste. Die Begeisterung für das unerhörte Stück entwuchs aber auch einem wunderlichen Mißverständnis: Es wurde gerade das als positives Weltbild des Autors gefeiert, was nur in ironischer Schlußmoral vorlag.“

## Verfilmungen
- 1919: Lumpacivagabundus (1919), Regie: Luise Fleck, mit Josef König als Zwirn, Fritz Schönhoff als Leim und Oskar Sachs als Knieriem.
- 1922: Der böse Geist Lumpaci Vagabundus, Regie: Carl Wilhelm, mit Fritz Hirsch als Zwirn, Otto Laubinger als Leim, Karl Etlinger als Knieriem und Hans Albers als Lumpaci Vagabundus.
- 1936: Lumpacivagabundus (1936), Regie: Géza von Bolváry, mit Heinz Rühmann als Zwirn, Hans Holt als Leim und Paul Hörbiger als Knieriem.
- 1956: Lumpazivagabundus (1956), Regie: Franz Antel nach einem Drehbuch von Kurt Nachmann, mit Gunther Philipp als Zwirn, Joachim Fuchsberger als Leim, Paul Hörbiger als Knieriem, Waltraut Haas als Pepi, sowie Günther Lüders, Renate Ewert und Jane Tilden.
- 1965: Lumpazivagabundus (1965), Regie: Edwin Zbonek, mit Kurt Sowinetz als Zwirn, Alfred Böhm als Leim und Helmut Qualtinger als Knieriem. Weiters Lotte Lang als Frau von Palpiti, Kitty Speiser als ihre Tochter Camilla und Marianne Chappuis als ihre Tochter Laura.
- 2000: Lumpacivagabundus (2000), Regie: Emmy Werner, mit Karl Markovics als Zwirn, Toni Böhm als Leim und Heinz Petters als Knieriem sowie Brigitte Swoboda als Lumpazivagabundus.
- 2013: Der böse Geist Lumpazivagabundus oder Das liederliche Kleeblatt, Regie: Matthias Hartmann, Parviz Mir Ali

## Hörspiele
- 1925: Der böse Geist Lumpazivagabundus oder Das liederliche Kleeblatt – Regie: Karl Köstlin, mit Theodor Brandt, Margarete Petri, Ernst Stockinger, Käthe Arndt u. a. (Süddeutsche Rundfunk AG)
- 1925: Lumpazi Vagabundus – Musik: Horst Platen, Regie: Ernst Pündter, mit Karl Pündter, Clara Voß, Bernhard Jakschtat, Hans Freundt, Richard Ohnsorg u. a. (Nordische Rundfunk AG)
- 1925: Lumpazivagabundus oder Das liederliche Kleeblatt – Regie: Heinz Hilpert, mit Mitgliedern der Frankfurter Bühnen (Südwestdeutscher Rundfunkdienst AG, Frankfurt am Main)
- 1926: Lumpazivagabundus oder Das liederliche Kleeblatt – Regie und Sprecher: Nicht angegeben (Ostmarken Rundfunk AG)
- 1926: Lumpazivagabundus oder Das liederliche Kleeblatt – Regie: Willi Wittig, Sprecher: Nicht angegeben (Westdeutsche Funkstunde AG)
- 1927: Der böse Geist Lumpazivagabundus oder Das liederliche Kleeblatt – Regie: Hermann Beyer, Sprecher: N. N. (Nordische Rundfunk AG)
- 1927: Der böse Geist Lumpazivagabundus oder Das liederliche Kleeblatt – Bearbeitung und Regie: Carl Struve; Oswald Kühn, mit Theodor Brandt, Illa Kosak, Maria Theresa, Thea Struve-Jöhnssen, Erich Baudistel u. a. (Süddeutsche Rundfunk AG)
- 1946: Lumpazivagabundus – Bearbeitung und Regie: Kurt Wilhelm, mit Maria Sigg, Lilly Preisig,

Walter Sedlmayr, Herbert Kroll, Georg Lorenz u. a. (Radio München)
- 1948: Lumpazivagabundus – Regie und Sprecher: N. N. (Radio Frankfurt)
- 1949: Der böse Geist des Lumpazivagabundus – Regie: Werner Wieland, mit Curt Paulus, Gisela Morgen, Hermann Kiessner, Max Bernhardt u. a. (Mitteldeutscher Rundfunk (1946–1952))
- 1950: Lumpazivagabundus am Rhein. Nestroys Zauberposse in neuem Gewande – Regie: Wilhelm Semmelroth, mit Claus Hofer, Mira Hinterkausen, Hans Müller-Westernhagen, Hermann Pfeiffer, Peter René Körner u. a. (Nordwestdeutscher Rundfunk, Köln)
- 1959: Der böse Geist Lumpazivagabundus oder Das liederliche Kleeblatt – Regie: Erich Schwanda, mit Egon von Jordan, Alma Seidler, Josef Meinrad, Kurt Sowinetz, Hugo Gottschlich u. a. (Österreichischer Rundfunk/Norddeutscher Rundfunk/Bayerischer Rundfunk)
- 1962: Der böse Geist Lumpazivagabundus – Regie: Leopold Lindtberg, mit Sonja Sutter, Attila Hörbiger, Bruno Dallansky, Walther Reyer, Willy Trenk-Trebitsch, Heinz Ehrenfreund u. a. (ORF Salzburg/SBGF)

## Text
- Text bei www.nestroy.at/nestroy-stuecke/18 (abgerufen am 29. Mai 2014)
- Text bei Projekt Gutenberg (abgerufen am 29. Mai 2014)
- Faksimile-Text bei Deutsches Textarchiv (abgerufen am 29. Mai 2014)